# Kristina Roy

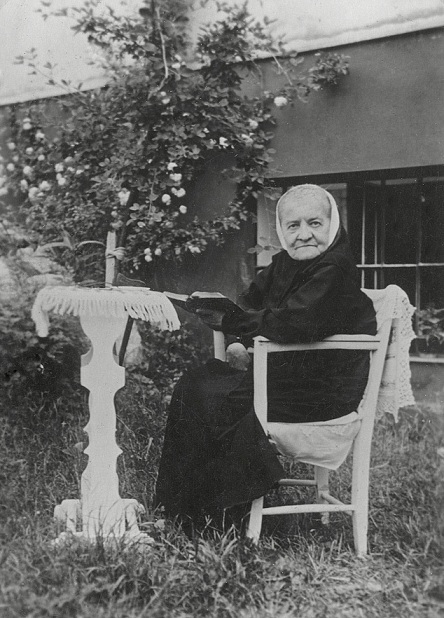

Kristina Roy (eigentlich Kristína Royová; * 18. August 1860 in Stará Turá; † 27. Dezember 1936 in Stará Turá) war eine slowakische Schriftstellerin.

## Leben
Kristina Roy wurde im damals zu Ungarn gehörenden Stará Turá in der West-Slowakei (deutsch Altturn, ungarisch Ótura) als Tochter eines evangelischen Pfarrers geboren. Im 28. Lebensjahr besuchte sie mit ihrer Schwester Marie einen Prediger in Böhmen und lernte dort tiefgläubige Menschen kennen. Der Glaube an Jesus Christus ergriff sie mehr als zuvor in der von ihr bisher schon erlebten, eher in äußerlichen Formen bestehenden christlichen Tradition. Fortan sah sie ihre Aufgabe darin, ihr schriftstellerisches Talent dazu zu verwenden, den Menschen in Erzählform christliche Glaubensinhalte zu vermitteln. 
Insgesamt schrieb Kristina Roy 72 Bücher und Broschüren. Davon wurden 43 in insgesamt 24 Sprachen übersetzt. Einen ungewöhnlich großen Erfolg erlebte die Erzählung Ohne Gott in der Welt, die in 21 Sprachen übersetzt und 1929 in Shanghai sogar auf Chinesisch gedruckt wurde. Es gibt nur wenige christliche Erzählungen, die einen so weitreichenden weltweiten Erfolg aufzuweisen haben. Roys Stil ist schlicht und leicht verständlich, die christlichen Inhalte biblisch fundiert. 
Roy war nicht nur schriftstellerisch tätig, sie widmete ihre ganze Kraft der aufbrechenden Erweckungsbewegung. Das Elend der Alkoholiker und ihrer Familien lag ihr besonders am Herzen. Durch ihre Initiative wurde 1897 in Stará Turá ein Blaukreuzverein gegründet (diese Arbeit wurde nach dem Zweiten Weltkrieg im dann kommunistisch geprägten Umfeld verboten). 1912 entstand durch Roys Einsatz in Stará Turá ein Krankenhaus sowie ein Diakonissenhaus.

## Werke (Auswahl)
Angegeben ist das aktuelle Veröffentlichungsjahr im deutschsprachigen Raum

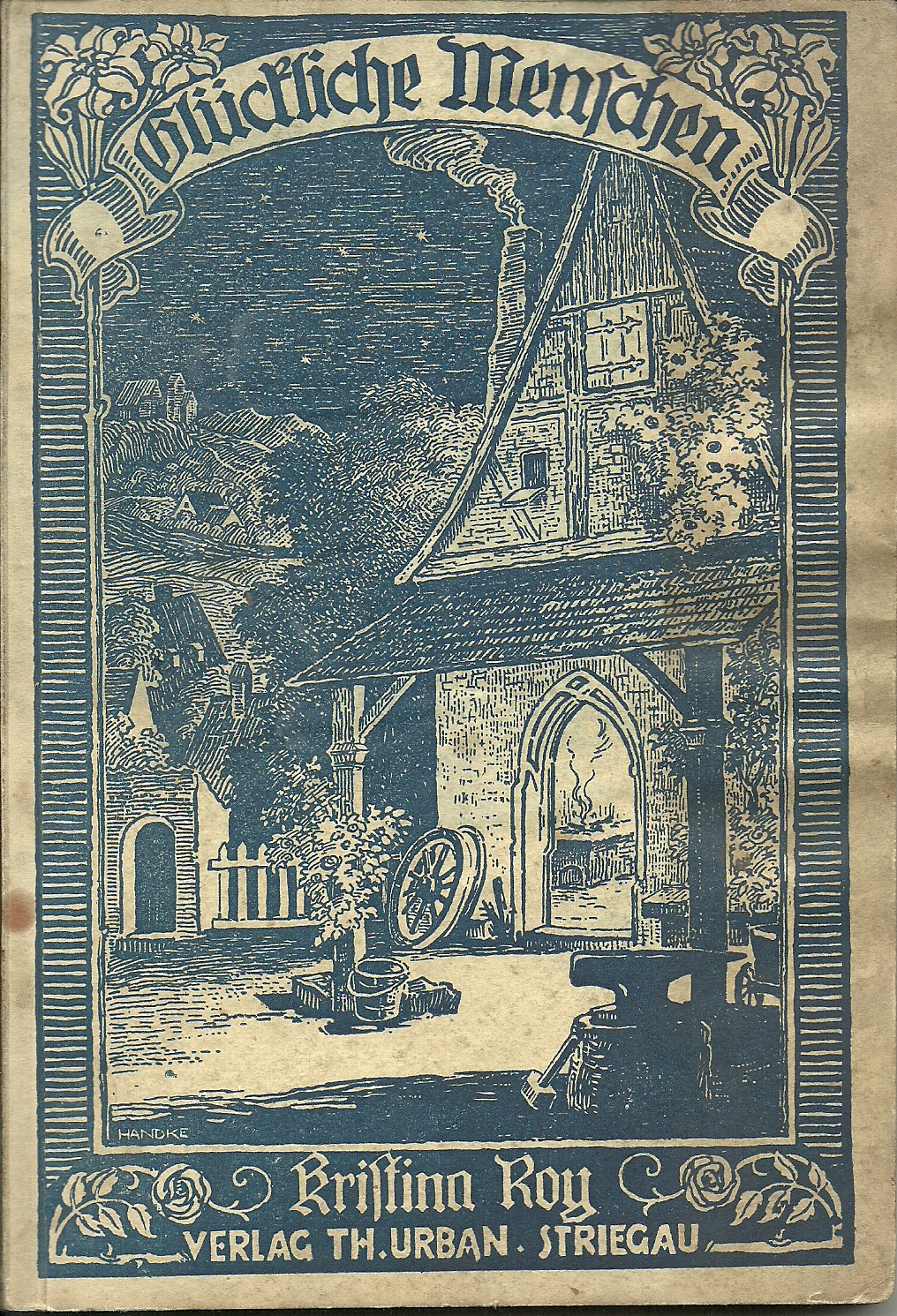
Eine Ausgabe aus Striegau von 1933

- Die Verlorenen. Francke Verlag, Marburg 2008. 3. Auflage. ISBN 978-3-86122-990-2
- Drei Kameraden. Francke Verlag, Marburg 2008. 2. Auflage. ISBN 978-3-86122-992-6
- Im Sonnenland. Francke Verlag, Marburg 2008. 2. Auflage. ISBN  978-3-86122-991-9
- Als das Leben begann. Francke Verlag, Marburg 2007. ISBN 978-3-86122-883-7
- Gestillte Sehnsucht. Francke Verlag, Marburg 2007. 2. Auflage. ISBN 978-3-86122-882-0
- An fester Hand. Francke Verlag, Marburg 2006. ISBN 3-86122-800-9
- Die zweite Frau. Francke Verlag, Marburg 2006. ISBN 978-3-86122-846-2
- Ohne Gott in der Welt. Francke Verlag, Marburg 2006. ISBN 978-3-86122-829-5
- Um hohen Preis. Francke Verlag, Marburg 2006. ISBN 3-86122-799-1
- Der Knecht. Francke Verlag, Marburg 2005. ISBN 3-86122-730-4
- Die Schwärmer. Francke Verlag, Marburg 2005. ISBN 3-86122-731-2
- Ein Sonnenkind. Francke Verlag, Marburg 2005. ISBN 3-86122-769-X
- Glückliche Menschen. Francke Verlag, Marburg 2005. ISBN 3-86122-729-0
- Glück. Francke Verlag, Marburg 2005. ISBN 3-86122-770-3
- Heimgefunden. Francke Verlag, Marburg 2002. ISBN 3-86122-920-X
- Saul von Tarsus. Francke Verlag, Marburg 2002. ISBN 3-86122-918-8
- Das wiedergefundene Paradies. Francke Verlag, Marburg 2001. ISBN 3-86122-912-9
- Im Sonnenland. Francke Verlag, Marburg 2001. ISBN 3-86122-910-2
- Endlich daheim. Francke Verlag, Marburg 2001. ISBN 3-86122-909-9
- Von der Kraft seiner Herrlichkeit. Francke Verlag, Marburg 2000. Neuauflage. ISBN 3-86122-950-1